# Microrégion de la vallée de l'Ipanema
La microrégion de la vallée de l'Ipanema est l'une des six microrégions qui subdivisent la mésorégion de l'Agreste de l'État du Pernambouc au Brésil.
Elle comporte six municipalités qui regroupaient 169 600 habitants après le recensement de 2007 pour une superficie totale de 5 274 km2.

## Municipalités
- Águas Belas
- Buíque
- Itaíba
- Pedra
- Tupanatinga
- Venturosa